# Dreux
Dreux este un oraș în Franța, sub-prefectură a departamentului Eure-et-Loir în regiunea Centru.

## Personalități născute aici
- Stéphane Courtois (n. 1947), istoric.